# Bledius nitidicollis
Bledius nitidicollis är en skalbaggsart som beskrevs av Leconte 1863. Bledius nitidicollis ingår i släktet Bledius och familjen kortvingar. Inga underarter finns listade i Catalogue of Life.